# Nikolai Volkoff
Josip Nikolai Peruzović (14 de outubro de 1943 – 29 de julho de 2018) foi um lutador estadunidense melhor conhecido pelo ring name Nikolai Volkoff. Ficou popular por sua passagem pela World Wrestling Federation.

## No wrestling
- Golpes de finalização
  - Bearhug[2][4]
  - Boston crab[4][5]
  - Lifting backbreaker[2][4]
  - Russian Sickle (Clothesline)

- Managers
  - Slick
  - Bobby Heenan
  - Ted DiBiase
  - Captain Lou Albano
  - Classy Freddie Blassie
  - Nikita Breznikov